# Selenocosmia papuana
Selenocosmia papuana là một loài nhện trong họ Theraphosidae.
Loài này thuộc chi Selenocosmia. Selenocosmia papuana được Wladislaus Kulczynski miêu tả năm 1908.